# Ajara Nchout
Ajara Nchout Njoya (Njisse, 12 gennaio 1993) è una calciatrice camerunese, attaccante dell'Al-Qadisiya e della nazionale camerunese.

## Carriera

### Club
Nchout ha iniziato la sua carriera in Camerun, vestendo la maglia del Franck Rohlicek di Douala fino al 2010.
Nella primavera del 2011 coglie l'occasione per giocare il suo primo campionato all'estero, trasferendosi al Ėnergija Voronež, raggiungendo la connazionale Augustine Ejangue per giocare in Vysšij Divizion, primo livello del campionato russo femminile di calcio. Grazie ai risultati ottenuti dalla squadra nel precedente campionato, il 29 settembre ha l'opportunità di debuttare in UEFA Women's Champions League nell'edizione 2011-2012, scendendo in campo nella partita di andata dei sedicesimi di finale pareggiata 1-1 con le inglesi del Bristol Academy. Con la sua nuova squadra riesce nella competizione UEFA a raggiungere gli ottavi di finale, bloccata dalle russe del Rossijanka di Krasnoarmejsk.
Dopo buone prestazioni alle Olimpiadi estive, nel settembre 2012 lei ed Ejangue hanno lasciato il club di Voronež per sottoscrivere un accordo proprio con le neocampionesse del Rossijanka, avendo quindi l'opportunità di giocare nuovamente in Champions League. Con il Rossijanka non riesce a bissare il successo in campionato ma comunque a raggiungere i quarti di finale dell'edizione 2012-13, con la squadra fermata dalle tedesche del Wolfsburg che conquisteranno poi il titolo europeo.
Dopo una stagione al Rossijanka è tornata in Camerun e ha giocato una stagione per l'AS Police di Yaoundé.
Nel gennaio 2015 Nchout inizia a giocare nel Western New York Flash nella National Women's Soccer League (NWSL). Successivamente rinuncia a giocare nei Flash nell'ottobre 2015.
Dal 2016 si trasferisce al Sundsvalls DFF per giocare in Elitettan, secondo livello del campionato svedese femminile di calcio. Con la società di Sundsvall rimane due stagioni, non riuscendo a raggiungere la promozione in Damallsvenskan.
Durante il calciomercato invernale sottoscrive un accordo con il Sandviken per giocare in Toppserien, il livello di vertice del campionato norvegese, la stagione entrante. Rimane legata alla società della cittadina della contea di Gävleborg per una sola stagione, contribuendo, con le sue 15 reti su 19 presenze in campionato, migliore marcatrice della squadra e seconda nella classifica delle marcatrici della Toppserien dietro a Guro Reiten (21 reti), a far raggiungere alla sua squadra il quarto posto in classifica e la finale di Coppa di Norvegia, persa 4-0 con il LSK Kvinner.
L'anno successivo si trasferisce al Vålerenga, risultando alla sua prima stagione una delle calciatrici più determinanti nell'organico. Con 11 centri, nuovamente migliore marcatrice della squadra a pari merito con l'inglese Natasha Dowie, nel campionato 2019, contribuisce a giocare un campionato di vertice, con il Vålerenga che con 14 vittorie, 4 pareggi e 4 sconfitte chiude al secondo posto dietro all'LSK Kvinner guadagnandosi per la prima volta nella storia sportiva l'accesso alla UEFA Women's Champions League per la stagione 2020-2021. Nuovamente finalista in Coppa di Norvegia deve nuovamente cedere il titolo alle rivali dell'LSK Kvinner.
La stagione successiva è quella dei primi trofei conquistati in Europa, condividendo con le compagne il double composto dalla conquista del primo titolo di Campione di Norvegia al termine del campionato 2020, con Nchout che con 10 reti conquista anche il vertice della classifica marcatrici del torneo, e dalla Coppa di Norvegia 2020, strappata in finale, con la camerunese che apre le marcature, dalle detentrici del titolo dell'LSK Kvinner con la vittoria ai supplementari per 2-0.
Alla scadenza del contratto con il club norvegese, nel gennaio dell'anno successivo si trasferisce all'Atlético Madrid per giocare con la maglia del club madrileno la seconda parte della stagione 2020-2021. A disposizione del tecnico José Luis Sánchez, viene impiegata per la prima volta nell'incontro di Supercoppa 2021 dove risulta determinante nella vittoria con il Levante, fornendo un assist e siglando la doppietta con la quale fissa il risultato sul 3-0. Tuttavia, nelle partite successive, con 2 sole reti su 17 incontri di Primera División il suo rendimento non è stato quello previsto e ha perso il posto da titolare. La squadra finì quarta in campionato, inoltre fu eliminata già ai sedicesimi di finale della Champions League e nella semifinale di Coppa della Regina.
Dopo aver iniziato la stagione successiva con l'Atlético Madrid, non essendo ancora stata utilizzata decide di rescindere il contratto con il club raggiungendo l'ex compagna di reparto Tatiana Bonetti, anche lei rientrata in Italia non soddisfatta dalle opportunità ottenute nella squadra spagnola, per formare la coppia d'attacco del nuovo corso dell'Inter di Rita Guarino..
Dopo due stagioni e mezza con la maglia nerazzurra, il 25 gennaio 2024 trova l'accordo con la società per la rescissione consensuale del suo contratto.

### Nazionale

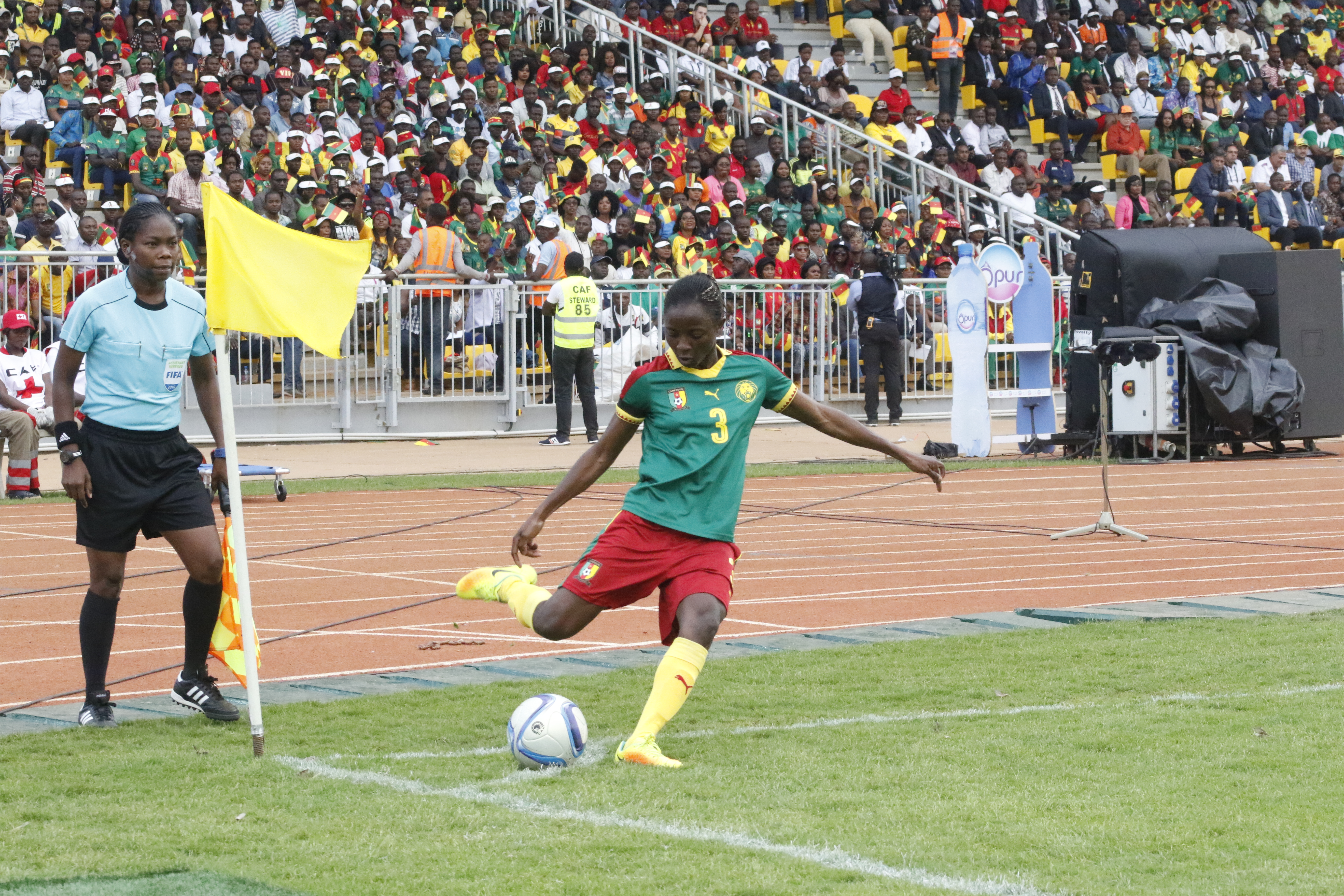
Ajara Nchout con la maglia della nazionale camerunese.

Ajara Nchout  gioca nell'edizione 2014 della Coppa delle nazioni africane femminile, in cui la nazionale arriva al secondo posto, avvenuta grazie alla sconfitta per 2-0 contro la Nigeria che garantirà a lei e alle sue compagne la storica qualificazione alla fase finale di un campionato mondiale femminile di calcio all'edizione di Canada 2015.
Successivamente viene convocata dalla Federazione calcistica del Camerun per rappresentare la nazione vestendo la maglia della nazionale femminile ai Giochi della XXX Olimpiade nel 2012. La squadra inserita nel Gruppo E non riesce comunque a superare la prima fase del Torneo.
Nel 2016 partecipa alla Coppa delle nazioni africane femminile in cui la sua nazionale era qualificata di diritto essendone l'organizzatrice. Il Camerun arriverà fino in finale dove però viene sconfitta dalla nazionale Nigeriana per 1 a 0.
Inserita in rosa dal nuovo Commissario tecnico Joseph Ndoko per la Coppa delle Nazioni Africane di Ghana 2018, condivide il percorso della sua nazionale che la vede approdare alla finalina per il terzo posto, contribuendo a siglare due reti durante la fase finale del torneo, e, dopo aver superato per 4-2 le avversarie del Mali, assicurarsi l'accesso al Mondiale di Francia 2019.

## Statistiche

### Presenze e reti nei club
Statistiche aggiornate al 26 gennaio 2024.
| Stagione                         | Squadra                          | Campionato                       | Campionato | Campionato | Coppe nazionali | Coppe nazionali | Coppe nazionali | Coppe continentali | Coppe continentali | Coppe continentali | Altre coppe | Altre coppe | Altre coppe | Totale | Totale | Totale |
| Stagione                         | Squadra                          | Comp                             | Pres       | Reti       | Comp            | Pres            | Reti            | Comp               | Pres               | Reti               | Comp        | Pres        | Reti        | Pres   | Reti   |        |
| -------------------------------- | -------------------------------- | -------------------------------- | ---------- | ---------- | --------------- | --------------- | --------------- | ------------------ | ------------------ | ------------------ | ----------- | ----------- | ----------- | ------ | ------ | ------ |
| 2007-2008                        | Franck Rollycek de Douala        | ?                                | ?          | ?          |                 | -               | -               |                    | -                  | -                  |             | -           | -           | ?      | ?      |        |
| 2008-2009                        | Franck Rollycek de Douala        | ?                                | ?          | ?          |                 | -               | -               |                    | -                  | -                  |             | -           | -           | ?      | ?      |        |
| 2009-2010                        | Franck Rollycek de Douala        | ?                                | ?          | ?          |                 | -               | -               |                    | -                  | -                  |             | -           | -           | ?      | ?      |        |
| 2010-2011                        | Franck Rollycek de Douala        | ?                                | ?          | ?          |                 | -               | -               |                    | -                  | -                  |             | -           | -           | ?      | ?      |        |
| Totale Franck Rollycek de Douala | Totale Franck Rollycek de Douala | Totale Franck Rollycek de Douala | ?          | ?          |                 | -               | -               |                    | -                  | -                  |             | -           | -           | ?      | ?      |        |
| 2011-12                          | Ėnergija Voronež                 | SL                               | 14         | 2          |                 | ?               | ?               | UWCL               | 2                  | 0                  |             | -           | -           | 16+    | 2+     |        |
| 2012-13                          | WFC Rossiyanka                   | SL                               | 23         | 5          |                 | ?               | ?               | UWCL               | 2                  | 0                  |             | -           | -           | 25+    | 5+     |        |
| 2014                             | AS Police Yaoundé                | ?                                | ?          | ?          |                 | -               | -               |                    | -                  | -                  |             | -           | -           | -      | -      |        |
| 2015                             | Western NY Flash                 | NSWL                             | 7          | 0          |                 | -               | -               |                    | -                  | -                  |             | -           | -           | 7      | 0      |        |
| 2016                             | Sundsvalls DFF                   | 2a                               | 26         | 13         |                 | -               | -               |                    | -                  | -                  |             | -           | -           | 26     | 13     |        |
| 2017                             | Sundsvalls DFF                   | 2a                               | 15         | 9          |                 | -               | -               |                    | -                  | -                  |             | -           | -           | 15     | 9      |        |
| Totale Sundsvalls DFF            | Totale Sundsvalls DFF            | Totale Sundsvalls DFF            | 41         | 22         |                 | -               | -               |                    | -                  | -                  |             | -           | -           | 41     | 22     |        |
| 2018                             | Sandviken                        | TS                               | 19         | 15         | CN              | 1               | 1               |                    | -                  | -                  |             | -           | -           | 20     | 16     |        |
| 2019                             | Vålerenga                        | TS                               | 22         | 11         |                 | -               | -               |                    | -                  | -                  |             | -           | -           | 22     | 11     |        |
| 2020                             | Vålerenga                        | TS                               | 18         | 10         | CN              | 4               | 2               | UWCL               | 2                  | 3                  |             | -           | -           | 24     | 15     |        |
| Totale Vålerenga                 | Totale Vålerenga                 | Totale Vålerenga                 | 40         | 21         |                 | 4               | 2               |                    | 2                  | 3                  |             |             |             | 46     | 26     |        |
| 2020-2021                        | Atletico Madrid                  | PD                               | 17         | 2          | CR              | 1               | 0               | UWCL               | 1                  | 0                  | SS          | 1           | 2           | 20     | 4      |        |
| 2021-2022                        | Inter                            | A                                | 18         | 8          | CI              | 3               | 1               | -                  | -                  | -                  | -           | -           | -           | 21     | 9      |        |
| 2022-2023                        | Inter                            | A                                | 21         | 2          | CI              | 4               | 2               | -                  | -                  | -                  | -           | -           | -           | 25     | 4      |        |
| 2023-2024                        | Inter                            | A                                | 5          | 0          | CI              | 1               | 0               | -                  | -                  | -                  | -           | -           | -           | 6      | 0      |        |
| Totale Inter                     | Totale Inter                     | Totale Inter                     | 44         | 10         |                 | 8               | 3               | -                  | -                  | -                  | -           | -           | -           | 52     | 13     |        |
| Totale carriera                  | Totale carriera                  | Totale carriera                  | 198        | 77         |                 | 14              | 6               |                    | 7                  | 3                  |             | 1           | 2           | 220    | 88     |        |

### Cronologia presenze e reti in nazionale
| Cronologia completa delle presenze e delle reti in nazionale ― Camerun | Cronologia completa delle presenze e delle reti in nazionale ― Camerun | Cronologia completa delle presenze e delle reti in nazionale ― Camerun | Cronologia completa delle presenze e delle reti in nazionale ― Camerun | Cronologia completa delle presenze e delle reti in nazionale ― Camerun | Cronologia completa delle presenze e delle reti in nazionale ― Camerun | Cronologia completa delle presenze e delle reti in nazionale ― Camerun | Cronologia completa delle presenze e delle reti in nazionale ― Camerun |
| Data                                                                   | Città                                                                  | In casa                                                                | Risultato                                                              | Ospiti                                                                 | Competizione                                                           | Reti                                                                   | Note                                                                   |
| ---------------------------------------------------------------------- | ---------------------------------------------------------------------- | ---------------------------------------------------------------------- | ---------------------------------------------------------------------- | ---------------------------------------------------------------------- | ---------------------------------------------------------------------- | ---------------------------------------------------------------------- | ---------------------------------------------------------------------- |
| 4-6-2018                                                               | Brazzaville                                                            | Rep. del Congo                                                         | 0 – 5                                                                  | Camerun                                                                | Qual. Coppa d'Africa 2018                                              | 1                                                                      |                                                                        |
| 9-6-2018                                                               | Yaoundé                                                                | Camerun                                                                | 5 – 0                                                                  | Rep. del Congo                                                         | Qual. Coppa d'Africa 2018                                              | 1                                                                      |                                                                        |
| 10-10-2018                                                             | Grenoble                                                               | Francia                                                                | 6 – 0                                                                  | Camerun                                                                | Amichevole                                                             | -                                                                      | 84’                                                                    |
| 17-11-2018                                                             | Accra                                                                  | Mali                                                                   | 1 – 2                                                                  | Camerun                                                                | Coppa d'Africa 2018 - 1º turno                                         | 1                                                                      | 85’                                                                    |
| 20-11-2018                                                             | Accra                                                                  | Camerun                                                                | 3 – 0                                                                  | Algeria                                                                | Coppa d'Africa 2018 - 1º turno                                         | 1                                                                      | 76’                                                                    |
| 23-11-2018                                                             | Accra                                                                  | Camerun                                                                | 1 – 1                                                                  | Ghana                                                                  | Coppa d'Africa 2018 - 1º turno                                         | -                                                                      |                                                                        |
| 27-11-2018                                                             | Accra                                                                  | Camerun                                                                | 0 – 0 (2 - 4 dtr)                                                      | Nigeria                                                                | Coppa d'Africa 2018 - Semifinale                                       | -                                                                      |                                                                        |
| 30-11-2018                                                             | Cape Coast                                                             | Camerun                                                                | 4 – 0                                                                  | Mali                                                                   | Coppa d'Africa 2018 - Finale 3º posto                                  | 1                                                                      |                                                                        |
| 10-6-2019                                                              | Montpellier                                                            | Canada                                                                 | 1 – 0                                                                  | Camerun                                                                | Mondiali 2019 - 1º turno                                               | -                                                                      | 67’                                                                    |
| 15-6-2019                                                              | Valenciennes                                                           | Paesi Bassi                                                            | 3 – 1                                                                  | Camerun                                                                | Mondiali 2019 - 1º turno                                               | -                                                                      | 60’                                                                    |
| 20-6-2019                                                              | Décines-Charpieu                                                       | Canada                                                                 | 2 – 1                                                                  | Nuova Zelanda                                                          | Mondiali 2019 - 1º turno                                               | 2                                                                      |                                                                        |
| 23-6-2019                                                              | Valenciennes                                                           | Inghilterra                                                            | 3 – 0                                                                  | Camerun                                                                | Mondiali 2019 - Ottavi di finale                                       | -                                                                      |                                                                        |
| 26-8-2019                                                              | Addis Abeba                                                            | Etiopia                                                                | 1 – 1                                                                  | Camerun                                                                | Qual. Olimpiadi 2020                                                   | 1                                                                      | 90+2’                                                                  |
| 3-9-2019                                                               | Yaoundé                                                                | Camerun                                                                | 0 – 0                                                                  | Etiopia                                                                | Qual. Olimpiadi 2020                                                   | -                                                                      | 85’                                                                    |
| 4-10-2019                                                              | Yaoundé                                                                | Camerun                                                                | 2 – 0                                                                  | RD del Congo                                                           | Qual. Olimpiadi 2020                                                   | -                                                                      |                                                                        |
| 8-10-2019                                                              | Kinshasa                                                               | RD del Congo                                                           | 2 – 1                                                                  | Camerun                                                                | Qual. Olimpiadi 2020                                                   | 1                                                                      | 86’                                                                    |
| 8-11-2019                                                              | Abidjan                                                                | Costa d'Avorio                                                         | 0 – 0                                                                  | Camerun                                                                | Qual. Olimpiadi 2020                                                   | -                                                                      |                                                                        |
| 12-11-2019                                                             | Yaoundé                                                                | Camerun                                                                | 2 – 1                                                                  | Costa d'Avorio                                                         | Qual. Olimpiadi 2020                                                   | 1                                                                      |                                                                        |
| 5-3-2020                                                               | Yaoundé                                                                | Camerun                                                                | 3 – 2                                                                  | Zambia                                                                 | Amichevole                                                             | 1                                                                      |                                                                        |
| 10-3-2020                                                              | Lusaka                                                                 | Zambia                                                                 | 2 – 1                                                                  | Camerun                                                                | Amichevole                                                             | 1                                                                      | 74’                                                                    |
| 10-4-2021                                                              | Antalya                                                                | Camerun                                                                | 1 – 2                                                                  | Cile                                                                   | Amichevole                                                             | 1                                                                      |                                                                        |
| 20-10-2021                                                             | Bangui                                                                 | Rep. Centrafricana                                                     | 0 – 1                                                                  | Camerun                                                                | Qual. Coppa d'Africa 2024                                              | -                                                                      |                                                                        |
| 24-10-2021                                                             | Yaoundé                                                                | Camerun                                                                | 2 – 0                                                                  | Rep. Centrafricana                                                     | Qual. Coppa d'Africa 2024                                              | 1                                                                      |                                                                        |
| 18-2-2022                                                              | Yaoundé                                                                | Camerun                                                                | 8 – 0                                                                  | Gambia                                                                 | Qual. Coppa d'Africa 2024                                              | 3                                                                      |                                                                        |
| 23-2-2022                                                              | Banjul                                                                 | Gambia                                                                 | 1 – 2                                                                  | Camerun                                                                | Qual. Coppa d'Africa 2024                                              | 1                                                                      |                                                                        |
| 15-6-2022                                                              | Yaoundé                                                                | Camerun                                                                | 2 – 2                                                                  | Marocco                                                                | Amichevole                                                             | 2                                                                      |                                                                        |
| 18-6-2022                                                              | Yaoundé                                                                | Camerun                                                                | 1 – 0                                                                  | Senegal                                                                | Amichevole                                                             | 1                                                                      |                                                                        |
| 25-6-2022                                                              | Beauvais                                                               | Francia                                                                | 4 – 0                                                                  | Camerun                                                                | Amichevole                                                             | -                                                                      |                                                                        |
| 3-7-2022                                                               | Yaoundé                                                                | Camerun                                                                | 0 – 0                                                                  | Zambia                                                                 | Amichevole                                                             | -                                                                      |                                                                        |
| 6-7-2022                                                               | Lomé                                                                   | Togo                                                                   | 1 – 1                                                                  | Camerun                                                                | Amichevole                                                             | -                                                                      |                                                                        |
| 9-7-2022                                                               | Yaoundé                                                                | Camerun                                                                | 2 – 0                                                                  | Tunisia                                                                | Amichevole                                                             | 1                                                                      |                                                                        |
| 16-7-2022                                                              | Gaborone                                                               | Botswana                                                               | 0 – 1                                                                  | Camerun                                                                | Amichevole                                                             | 1                                                                      |                                                                        |
| 18-2-2023                                                              | Auckland                                                               | Camerun                                                                | 2 – 0                                                                  | Thailandia                                                             | Qual. Mondiali 2023                                                    | -                                                                      | 90+4’                                                                  |
| 22-2-2023                                                              | Hamilton                                                               | Portogallo                                                             | 2 – 1                                                                  | Camerun                                                                | Qual. Mondiali 2023                                                    | 1                                                                      | 45’                                                                    |
| 22-9-2023                                                              | Yaoundé                                                                | Camerun                                                                | 1 – 0                                                                  | Kenya                                                                  | Qual. Coppa d'Africa 2024                                              | 1                                                                      |                                                                        |
| 27-9-2023                                                              | Nairobi                                                                | Kenya                                                                  | 1 – 0                                                                  | Camerun                                                                | Qual. Coppa d'Africa 2024                                              | -                                                                      |                                                                        |
| 26-10-2023                                                             | Kampala                                                                | Uganda                                                                 | 2 – 0                                                                  | Camerun                                                                | Qual. Olimpiadi 2024                                                   | -                                                                      | 61’                                                                    |
| 31-10-2023                                                             | Yaoundé                                                                | Camerun                                                                | 3 – 0                                                                  | Uganda                                                                 | Qual. Olimpiadi 2024                                                   | 1                                                                      |                                                                        |
| 23-2-2024                                                              | Yaoundé                                                                | Camerun                                                                | 0 – 0                                                                  | Nigeria                                                                | Qual. Olimpiadi 2024                                                   | -                                                                      | 83’                                                                    |
| 26-2-2024                                                              | Abuja                                                                  | Nigeria                                                                | 1 – 0                                                                  | Camerun                                                                | Qual. Olimpiadi 2024                                                   | -                                                                      | 72’                                                                    |
| Totale                                                                 |                                                                        | Presenze                                                               | 40                                                                     |                                                                        | Reti                                                                   | 26                                                                     |                                                                        |

## Palmarès

### Club
- Campionato norvegese: 1

Vålerenga: 2020
- Coppa di Norvegia: 1

Vålerenga: 2020
- Supercoppa spagnola: 1

Atlético Madrid: 2021

### Individuale
- Capocannoniere del campionato norvegese: 1

2020 (10 reti)